# Bureau of Missing Persons
Bureau of Missing Persons (bra: Os Desaparecidos) é um filme pre-Code estadunidense de 1933, do gênero comédia dramática, dirigido por Roy Del Ruth, e estrelado por Bette Davis, Lewis Stone, Pat O'Brien, Glenda Farrell, Allen Jenkins, Ruth Donnelly, Hugh Herbert e Allan Dinehart. O roteiro de Robert Presnell, Sr. foi baseado no livro "Missing Men" (1932), de John H. Ayers – ex-capitão da polícia de Nova Iorque – e Carol Bird.

## Sinopse
O impetuoso detetive Butch Saunders (Pat O'Brien) é rebaixado da divisão de roubos para o departamento de pessoas desaparecidas. Capitão Webb (Lewis Stone), seu novo chefe, não tem certeza se Butch vai se encaixar ou deixar o departamento de polícia. Webb designa Joe Musik (Allen Jenkins) para mostrar Butch ao redor. Gradualmente, Butch ganha o respeito e a confiança de Webb.
Os casos que a agência lida incluem um marido mulherengo, uma criança prodígio que deseja viver uma vida normal, um solteirão idoso cuja governanta desapareceu, e uma senhora idosa cuja filha fugiu, entre outros. Hank Slade (Hugh Herbert) trabalha obstinadamente num caso em particular – uma esposa desaparecida – ao longo do filme.
Quando a atraente Norma Roberts (Bette Davis) procura seu marido desaparecido, o banqueiro de investimentos de Chicago, Therme Roberts (Alan Dinehart), Butch aceita o caso, não escondendo sua repentina atração por ela, embora ambos sejam casados. Ela, no entanto, o mantém por perto. Butch mais tarde se choca quando o Capitão Webb diz a ele que ela na verdade é Norma Phillips e o homem que ela alega estar desaparecido é na verdade a pessoa que ela estava sendo julgada por assassinar (antes de escapar), e não seu marido. Quando Butch vai prendê-la em seu apartamento, ele a encontra escondendo-se em um armário. Norma implora que ele mande os outros policiais embora, dizendo que pode explicar tudo. No entanto, quando ele volta sozinho, ela já havia fugido.
Ela falsifica seu suicídio por afogamento e desaparece, mas aparece quando Butch exibe seu funeral com um cadáver emprestado. Quando Butch a vê, ela diz que, como secretária pessoal de Roberts, descobriu que ele tinha um irmão gêmeo com uma deficiência mental, a quem ele se esforçou para esconder de todos. Ela afirma que, enfrentando acusações de peculato, Therme assassinou seu irmão e desapareceu. Roberts, então, se torna a grande mira da polícia, que começa uma busca pelo criminoso.

## Elenco
- Bette Davis como Norma Roberts / Norma Phillips
- Lewis Stone como Capitão Webb
- Pat O'Brien como Butch Saunders
- Glenda Farrell como Belle Saunders
- Allen Jenkins como Joe Musik
- Ruth Donnelly como Gwendolyn Harris
- Hugh Herbert como Hank Slade
- Allan Dinehart como Therme Roberts
- Marjorie Gateson como Sra. Paul
- George Chandler como Homer Howard
- Adrian Morris como Detetive Irish Conlin

## Produção
O título do filme era "Missing Persons", e Warren William foi originalmente escalado para estrelar. Em vez disso, tornou-se a segunda junção de Davis e O'Brien nas telas, ambos sob contrato da Warner Bros., que apareceram em "Hell's House" (1932).
Uma impressão do filme é mantida na Biblioteca do Congresso dos Estados Unidos.

## Lançamento
"Bureau of Missing Persons" estreou no Strand Theatre em Nova Iorque, em 7 de setembro de 1933. Como promoção, a Warner Bros. prometeu em anúncios pagar US$ 10.000 ao juiz Joseph Force Crater, desaparecido de Manhattan, se ele se entregasse ao departamento durante a cerimônia de estreia do filme, no Strand. O filme foi lançado em 16 de setembro.
Em 1936, o filme foi reeditado com os créditos de abertura reconfigurados para dar mais ênfase ao nome de Davis, que era então a principal estrela feminina do estúdio.
"Bureau of Missing Persons" também estreou no Teatro Chinês de Grauman, na Califórnia, em 20 de abril de 1972.

## Recepção
Mordaunt Hall, crítico do The New York Times, deu ao filme uma nota positiva, e comentou sobre os elementos baseados em fatos: "É bastante óbvio que o fato é a base de muitos dos incidentes, e se vários dos personagens são muito barulhentos para serem realistas, isso não diminui o interesse geral da produção". A revista Time disse: "Este é tão envolvente quanto os filmes normais de detetive, mas o que dá a Bureau of Missing Persons substância e torna o jornalismo interessante, bem como a ficção adequada, são as cenas convincentes de como uma agência de pessoas desaparecidas funciona".
A revista Variety chamou o filme de "entretenimento bastante justo ... que evitou a melancolia ou tornou-se muito mórbido", e acrescentou: "Justamente quando o filme ameaça tornar-se banal, uma trupe excelente e alguns diálogos inspirados o colocam de volta no lugar adequado". Uma revisão do The Daily Fim disse que o filme foi "marcado por incidentes mistos e um final melodramático de Hollywood".
A revista Time Out London disse: "Com Del Ruth dirigindo em um ritmo maluco, as coisas às vezes ficam um pouco engraçadas; mas na melhor das hipóteses, ao notar as peculiaridades obsessivas desenvolvidas pelos oficiais, o filme tem alguma pretensão de ser considerado um ancestral de Hill Street Blues". A TV Guide o descreve como um "filme de mistério divertido que é genuinamente complexo e intrigante, embora tenha algumas reviravoltas. Os fãs de Davis ficarão desapontados, pois sua parte é relativamente pequena".

### Bilheteria
"Bureau of Missing Persons" foi razoável nas bilheterias. O filme faturou US$ 338.000 nacionalmente e US$ 135.000 no exterior, totalizando US$ 473.000 mundialmente.